# Volesvres
Volesvres ist eine französische Gemeinde mit 661 Einwohnern (Stand: 1. Januar 2022) im Département Saône-et-Loire in der Region Bourgogne-Franche-Comté. Sie gehört zum Arrondissement Charolles und zum Kanton Paray-le-Monial.

## Geographie
Volesvres liegt in der Landschaft Charolais am Bourbince und am Canal du Centre. Nachbargemeinden von Volesvres sind Saint-Vincent-Bragny im Norden und Nordwesten, Saint-Aubin-en-Charollais im Norden und Nordosten, Champlecy im Osten, Hautefond im Süden, Paray-le-Monial im Südwesten sowie Saint-Léger-lès-Paray im Westen.
Durch die Gemeinde führt die Route nationale 79.

## Bevölkerungsentwicklung
| Jahr                      | 1962 | 1968 | 1975 | 1982 | 1990 | 1999 | 2006 | 2013 |
| Einwohner                 | 430  | 420  | 399  | 474  | 536  | 561  | 596  | 621  |
| Quelle: Cassini und INSEE |      |      |      |      |      |      |      |      |

## Sehenswürdigkeiten

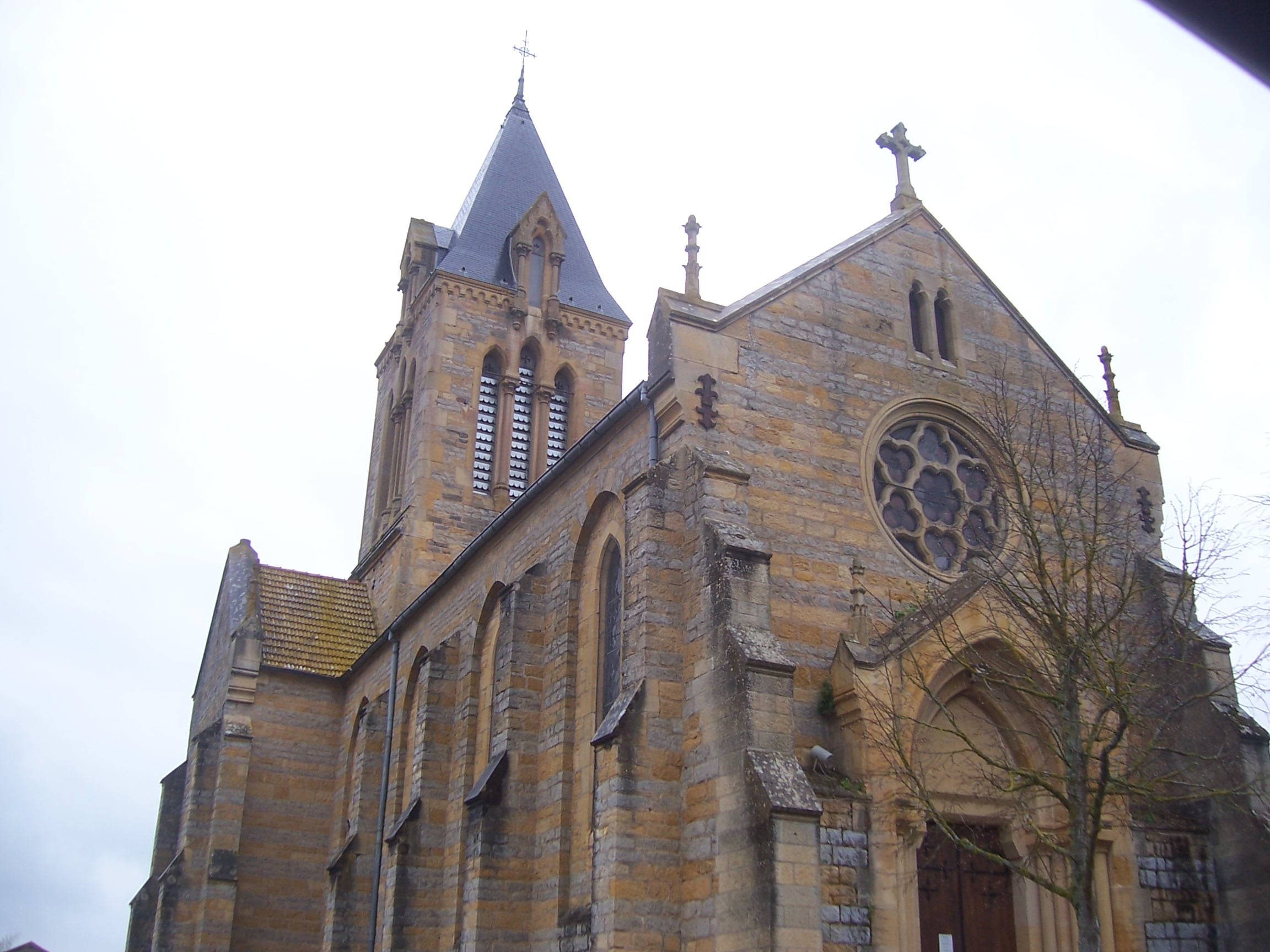
Kirche Saint-Jean-Baptiste

- Kirche Saint-Jean-Baptiste
- Schloss Cypierre